# Lehota
Lehota (ungarisch Abaszállás – bis 1907 Abalehota) ist eine Gemeinde in der Slowakei. Sie liegt im Okres Nitra in der Westslowakei, neun Kilometer westlich von Landeshauptstadt Nitra, hat etwa 2300 Einwohner und wurde im Jahr 1303 gegründet.

## Bevölkerung
| Jahr                | 1994 | 2004    | 2014     | 2024    |
| ------------------- | ---- | ------- | -------- | ------- |
| Anzahl der Personen | 1819 | 1803    | 2233     | 2428    |
| Unterschied         |      | −0,87 % | +23,84 % | +8,73 % |

| Jahr                | 2023 | 2024    |
| ------------------- | ---- | ------- |
| Anzahl der Personen | 2416 | 2428    |
| Unterschied         |      | +0,49 % |

## Persönlichkeiten
- Milan Šašik (1952–2020), römisch-katholischer Diözesanbischof in der Ukraine, geboren in Lehota

## Sehenswürdigkeiten
- barocke Kirche der Heiligen Anna (1755)
- Denkmäler der Gefallenen im Ersten und Zweiten Weltkrieg